# Oostenrijks amateurvoetbalkampioenschap
Het Oostenrijks amateurvoetbalkampioenschap was een Oostenrijkse voetbalcompetitie die van 1929 tot 1937 gespeeld werd. De competitie werd vooral opgericht om de amateurclubs uit de deelstaten de mogelijkheid te geven te strijden voor een nationale titel. De professionele competitie van Oostenrijk was namelijk enkel toegankelijk voor clubs uit de hoofdstad Wenen en onmiddellijke omgeving. 
Aan het Oostenrijks amateurvoetbalkampioenschap mochten alle kampioenen van de respectievelijke deelstaten deelnemen. Ook de Weense amateurclubs uit de derde klasse mochten deelnemen. Er werd gespeeld volgens het knock-outsysteem.  

## Finales
| Jaar | Amateurkampioen         |   | Vicekampioen           | 1ste wed | 2de wed  |
| ---- | ----------------------- | - | ---------------------- | -------- | -------- |
| 1929 | Grazer AK               | - | FC Lustenau 07         | 2:2      | 3:0      |
| 1930 | Kremser SC              | - | FA Turnerbund Lustenau | 7:2      | 1:3      |
| 1931 | Linzer ASK              | - | Grazer AK              | 1:1      | 2:1      |
| 1932 | Grazer AK               | - | Linzer ASK             | 2:0      | 4:2      |
| 1933 | Grazer AK               | - | FC Lustenau 07         | 3:1      | 4:2      |
| 1934 | SK Sturm Graz           | - | Salzburger AK 1914     | 2:1      | 2:0      |
| 1935 | Badener AC              | - | Salzburger AK 1914     | 1:4      | 3:0; 3:2 |
| 1936 | 1. Wiener Neustädter SC | - | Innsbrucker AC         | 3:2      | 6:0      |
| 1937 | Post SV Wien            | - | Salzburger AK 1914     | 4:0      | 2:2      |